# Benedikt Winkelhofer

Benedikt Winkelhofer

Benedikt Winkelhofer (* 2. Februar 1820 in Munzing; † 10. September 1894 ebenda) war Landwirt und Mitglied des Deutschen Reichstags.
Winkelhofer war Landwirt in Munzing im Bezirk Passau. Er gehörte 1874 bis 1877 und von 1881 bis 1884 für den Wahlkreis Niederbayern 4 (Pfarrkirchen) für das Zentrum dem Deutschen Reichstag an. Von 1870 bis 1886 war er auch Mitglied der Bayerischen Kammer der Abgeordneten zuerst für den Wahlkreis Passau, dann für Pfarrkirchen.